# Hanesbrands
Hanesbrands — американская компания, производитель нижнего белья и одежды. Владеет брендами Hanes, Bonds, Bali, Maidenform, Playtex, Bras N Things, Berlei, Wonderbra, Zorba, JMS/Just My Size и Comfortwash. Компания была создана в 2006 году выделением из Sara Lee Corporation. Штаб-квартира расположена в Уинстон-Сейлеме (штат Северная Каролина).

## История

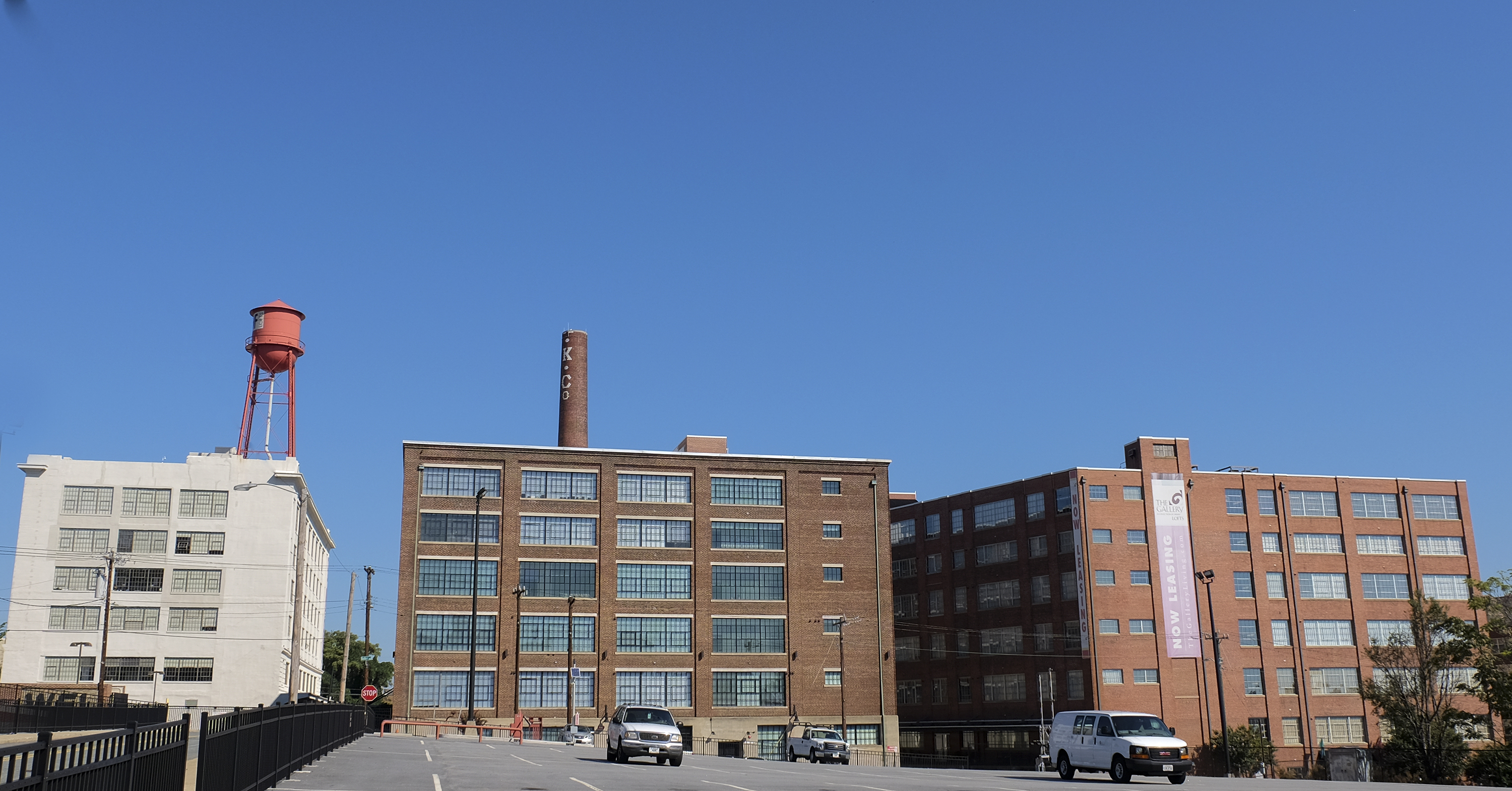
Текстильная фабрика P.H. Hanes Knitting Company в Уинстон-Сейлеме

Название компании происходит от бренда Hanes, появившегося в начале XX века. Семья Хейнс из Уинстон-Сейлема в XIX веке приобрела большое состояние на производстве табака. В 1900 году табачный бизнес был продан компании R. J. Reynolds Tobacco Company. В том же году на вырученные средства Джон Уэсли Хейнс основал текстильную фабрику Shamrock Knitting Mills (с 1914 года — Hanes Hosiery Mills Company). Его брат Плезант Хейнс в 1901 году также занялся текстильным производством, основав компанию P.H. Hanes Knitting Company. Первая компания производила носки, а вторая — мужское нижнее бельё. В 1965 году две компании объединились, на тот момент их общая выручка составляла 100 млн долларов. В 1979 году компания вошла в состав Sara Lee Corporation. В 1989 году корпорация приобрела производителя спортивной одежды Champion.
В 2006 году подразделение текстильной продукции было выделено из Sara Lee Corporation в самостоятельную компанию Hanesbrands. Компания унаследовала большой долг, который сильно усложнял её развитие. В 2013 году был куплен бренд Maidenform, под ним выпускались корректирующее бельё и бюстгальтеры; он был основан в 1922 году. В 2014 году была приобретена французская компания DBApparel (до 2006 года она также входила в Sara Lee Corporation). Следующим приобретением стала компания Pacific Brands, занимавшая ведущее место в продаже нижнего белья в Австралии и Новой Зеландии, её основными брендами были Bonds, Berlei и Sheridan. В 2018 году был куплен австралийский бренд женского нижнего белья Bras N Things.
В марте 2022 года было продано европейское подразделение. В декабре 2024 года было принято решение продать бренд Champion, он стал собственностью компании Authentic Brands Group.

## Деятельность
Компания разрабатывает дизайн, производит, размещает заказы на производство и продаёт нижнее бельё и одежду, включая футболки, бюстгальтеры, трусы, корректирующее бельё и носки. Компании принадлежит 20 фабрик в Азии, Центральной Америке и на Карибах, крупнейшие предприятия находятся в Сальвадоре, Доминиканской Республике, Гондурасе, Вьетнаме, Индонезии, Таиланде и Филиппинах; часть продукции изготавливают контрактные производители.
Выручка компании за 2024 год составила 3,5 млрд долларов, из них 74 % пришлось на США; другими крупными рынками были Австралия, Мексика и Канада. Продукция в основном реализуется оптом торговым сетям, крупнейшими покупателями в 2024 году были Walmart (24 % выручки), Amazon (13 %) и Target (11 %). Собственная розничная сеть насчитывала 423 магазина в США и других странах.
Основными конкурентами являются компании Fruit of the Loom (принадлежит конгломерату Berkshire Hathaway), Victoria’s Secret и Jockey International.
В списке крупнейших компаний США Fortune 1000 за 2024 год Hanesbrands заняла 590-е место.
Бренды:
- Hanes[англ.] — основной бренд компании, основанный в 1900 году, наиболее популярная торговая марка нижнего белья в США;
- Bonds[англ.] — бренд нижнего белья в Австралии, имеет свою розничную сеть из 140 магазинов; основан в 1915 году, куплен Hanesbrands в 2016 году;
- Maidenform[англ.] — бренд корректирующего белья, основан в 1922 году;
- также используется бренды Bali[англ.], Playtex[англ.], Bras N Things[англ.], Berlei, Wonderbra, Zorba, JMS/Just My Size и Comfortwash;
- Polo Ralph Lauren — бренд используется по лицензии, купленной у Ralph Lauren Corporation.